# Landesaufnahme des Amtes Lichtenberg

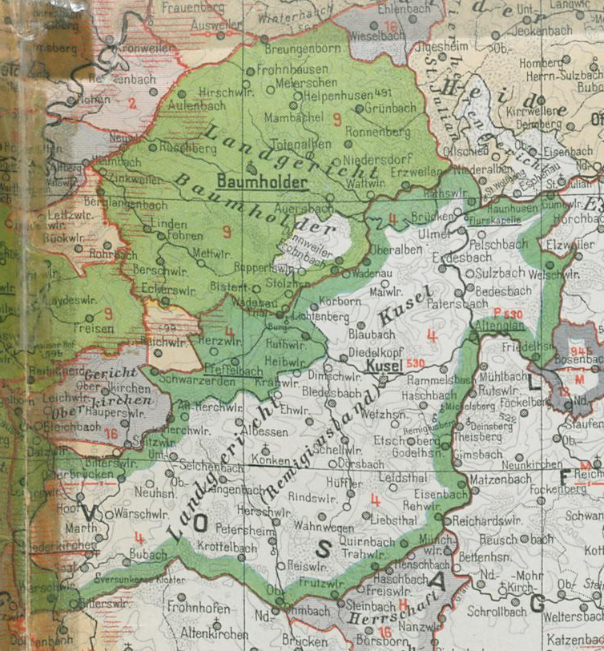
Das Amt Lichtenberg umfasste die ehemaligen Landgerichte Kusel und Baumholder. Burg Lichtenberg liegt im Zentrum des Kartenausschnitts.

Die Landesaufnahme des Amtes Lichtenberg ist eine Landesaufnahme von Johannes Hoffmann. Er erhielt den Auftrag von Herzog Johann I. von Pfalz-Zweibrücken. Die Vermessungsarbeiten begannen 1585. Das Werk wurde 1588 vollendet. Es besteht aus einer Amtsbeschreibung des pfalz-zweibrückischen Amtes Lichtenberg und einem nicht überlieferten Kartenwerk. Die Landesaufnahme der Ämter Zweibrücken und Kirkel seines älteren Schwagers Tilemann Stella von 1564 nahm Hoffmann als Schablone für seine Arbeit.
Der vollständige Titel lautet: „Gründliche und warhafftige Beschreibung des Ambts Lichtenberg, wie daßelbige mit seinen Bezircken und Gräntzen inwendig und außwendig mit Gebirgen, Wäldtern, Rotböschen, Gestaudten, Flüßen und Wießen, deßgleichen auch mit alten und neuen bewohneten Örttern und Dorffschafften gelegen ist, gemacht [nach] der rechten geometrischen Art und Weiße durch Johann Hoffmann.“

## Geschichte
Im Jahr 1585 erhielt der Geograph Johannes Hoffmann von Herzog Johann I. von Pfalz-Zweibrücken den Auftrag, einen Teil seines Territoriums kartographisch darzustellen, zu besichtigen und zu beschreiben. Der Auftrag umfasste das Amt Lichtenberg. Nach Hoffmanns Vorrede begann die Arbeit daran am 24. Mai 1585 und endete nach drei Jahren am 11. Mai 1588. Dabei wurden 47 Wochen im Gelände gearbeitet, ein Jahr und 14 Wochen gingen auf die Erstellung der Karte und die Verfertigung der Amtsbeschreibung. Die restliche Zeit verbuchte er auf das Feiern der Sonntage und der Fastenzeit, An- und Abreisen, Unwetter und andere Geschäfte, die ihm zusätzlich aufgetragen waren. Zu seiner Unterstützung begleiteten ihn der Landschreiber zu Lichtenberg Jost Pfeil und Hoffmanns erfahrener Schwager, der Mathematiker und Geograph Tilemann Stella, der 22 Jahre zuvor von Herzog Wolfgang von Pfalz-Zweibrücken und Pfalz-Neuburg mit der Erstellung der Landesaufnahme der Ämter Zweibrücken und Kirkel beauftragt worden war. In den Dörfern wurden jeweils die ältesten und geschicktesten Bauern um Auskunft befragt. Hoffmanns ehrgeiziges Programm lehnte sich sehr eng an Tilemann Stellas Landesaufnahme an und umfasste wie diese zehn von ihm mit allen geographischen Namen zu erfassende und zu beschreibende Klassen:
1. Grenzen, Grenzmarken und Grenzirrungen mit Nachbarterritorien
2. Täler (15 „Hauptgründe“, 444 Täler)
3. „Brunnen“ (d. h. Quellen) (636 Brunnen)
4. Bäche (202 Bäche)
5. Weiher (106 Weiher)
6. „Rodbüsche“ (d. h. zur Rodungswirtschaft bestimmte Niederwälder) (261 Rodbüsche)
7. Berge (6 Hauptberge, 81 Berge)
8. Wälder (137 Wälder)
9. Wüstungen (40 Wüstungen)
10. Altertümer (nicht nummeriert, die wenigen Funde erzählt Hoffmann dafür etwas breiter)
Dazu kam die Exklave Kirchenbollenbach, zu dieser Gemarkung führte Hoffmann weitere 34 Täler, 19 Brunnen, 2 Bäche, 0 Weiher, 11 Rodbüsche, 28 Berge, 2 Wälder und 1 Wüstung namentlich auf.
Die Winterzeit verwendete Hoffmann auf die Anfertigung der Amtsbeschreibung und des Kartenwerks. Etwa zwei Fünftel der Amtsbeschreibung behandeln den Grenzverlauf mit Grenzmarken und Grenzirrungen (Klasse 1). Es folgen Tabellen zu den Klassen 2 bis 9 und eine textliche Beschreibung der Altertümer (Klasse 10). Somit war Hoffmanns Programm vollständig abgehandelt.
Die Amtsbeschreibung diente in den folgenden Jahrhunderten der Pfalz-Zweibrücker Verwaltung als amtliches Werk, auf das jedenfalls immer dann zurückgegriffen wurde, wenn Grenzen in Frage gestellt wurden. Die in großer Zahl genannten Toponyme stellen vielfach die Erstnennungen dar; bezüglich der Wüstungen und Altertümer ist Hoffmanns Beschreibung mitunter sogar die einzige Nennung.
Hoffmann nahm als Vorlagen für den Grenzverlauf Auszüge der Weistümer von Kusel (vor 1585), Baumholder (vor 1585), Rohrbach (1581) und Kirchenbollenbach (1536) abschriftlich in seine Beschreibung auf, ebenso ein Verzeichnis aller Unterämter und Orte:
- die Stadt Kusel (1 Ort)
- Burgfrieden Lichtenberg (4 Orte)
- Niederamt Ulmet (16 Orte)
- Amt Pfeffelbach oder Diedelkopf (20 Orte)
- Amt Baumholder (9 Orte)
- Amt Konken (22 Orte)
- Amt Berschweiler (10 Orte)
- Exklave Kirchenbollenbach (1 Ort)
- Enklave Schloss Michelsberg und Propstei Remigiusberg (zu Pfalz-Veldenz)
- Amt Bosenbach (22 Orte, bezüglich einiger Rechte, sonst zu Pfalz-Veldenz)
- Hundheimer Pflege (13 Orte, bezüglich einiger Rechte, unter der Hoheit der Rheingrafen)

Das engstens zugehörige handgezeichnete Kartenwerk ist bis auf wenige Vorzeichnungen und Skizzen nicht überliefert. Aus der Amtsbeschreibung weiß man, dass die Grenze abgeschritten und vermessen wurde, dass Täler und Bäche abgeschritten wurden, um ihre Länge zu ermitteln und dass Wälder und Weiher umschritten wurden, um ihren Umfang und Flächeninhalt zu ermitteln. An einigen Stellen der Amtsbeschreibung nimmt Johannes Hoffmann Bezug auf den zugehörigen Abriss, also das nicht überlieferte Kartenwerk.

## Überlieferung
- (Text):
  - Landesarchiv Speyer, Bestand B 7, Zweibrücker Domanialakten Nr. 90.
  - Landesarchiv Speyer, Bestand B 2, Herzogtum Pfalz-Zweibrücken Akten Nr. 7016. Enthält u. a. Abschrift von S. 549–558 der Amtsbeschreibung, beglaubigt von Notar Johann Henrich Dippel, 1750
- (Karten):
  - nicht überliefert

## Ausgaben
- (Text): Johannes Hoffmann: Gründliche und warhafftige Beschreibung des Ambts Lichtenberg, wie daßelbige gelegen 1588. Sprachlich modernisierte Abschrift: Otto Lißmann, Maschinenskript, 200 S., Kreisverwaltung Kusel, 1979. Digitalisat der Geschichtswerkstatt Baumholder